# Erich Scheyer
Erich Scheyer (geboren am 26. Juli 1887 in Braunschweig; gestorben 1982) war ein Braunschweiger Unternehmer und Kunstsammler.

## Leben
Scheyer war ein Sohn des jüdischen Unternehmers und Konservenfabrikanten Leopold Scheyer (16. Mai 1852 – 1909) und dessen Frau Henriette (geborene Katzenstein oder Katzenberger, 26. Juni 1861 – 24. Februar 1941) er hatte einen älteren Bruder Paul Scheyer (10. Mai 1886 – 1. Februar 1956) und eine jüngere Schwester Emilie-Esther Scheyer (15. April 1889 – 13. Dezember 1945), die 1924 in die Vereinigten Staaten aus wanderte und einen neuen Vornamen (Galka) annahm.
Gemeinsam mit seinem Bruder Paul übernahm er nach dem Tod des Vaters 1909 die Konservenfabrik Maseberg in Braunschweig, wobei ihre Mutter als Prokuristin der Konservenfabrik eingesetzt war. Sie verlegten der Hauptsitz der Firma von der Wiesenstraße in die Goslarsche Straße Nr. 61. Scheyer nahm als Soldat am Ersten Weltkrieg teil und war von 1910 bis zu seiner Ausreise nach England 1939 Sachverständiger für das Konservenwesen der Handelskammer Braunschweig. Im April 1924 half er Karl Steinacker dabei die Inneneinrichtung der Hornburger Synagoge ins Vaterländische Museum Braunschweig (Braunschweigisches Landesmuseum) zu überführen. Er war zudem 1924 Mitinitiator der Ausstellung moderner Kunst, die im Herzoglichen Museum Braunschweig (heute Herzog Anton Ulrich-Museum) gezeigt wurde.
Das Unternehmen der Brüder hatte mit den Folgen der Weltwirtschaftskrise zu kämpfen und litt zudem unter den zunehmenden Repressionen, die sich in der Zeit des Nationalsozialismus gegen jüdische Unternehmer richtete. So musste schließlich am 30. Juni 1938 die Konservenfabrik Meinecke unter Zwang an das Unternehmen „Heinrich Meinecke Konserven- und Nährmittelfabrik“ verkauft (arisiert) werden. Von August 1924 bis 1933 unterstützte er gemeinsam mit seiner Frau seine Schwester monatlich mit rund 300 Mark. Gemeinsam mit seinem Bruder wurde er am 10. oder 12. November 1938 im Zuge der Novemberpogrome verhaftet. Unter der Auflage Deutschland umgehend zu verlassen, wurden sie freigelassen und sein Bruder wanderte 1938/1939 mit seiner Ehefrau Paula (geborene Eisenstein; 1893 – Januar 1977) ebenfalls in die Vereinigten Staaten aus, wobei sie ihre Söhne Leopold (28. Oktober 1918 – 31. Oktober 2002) und Gerhard Scheyer (2. März 1920 – 29. Juni 1989), die sich seit Mai 1936 zur Ausbildung in London aufhielten, zurückließen. Scheyer war gemeinsam mit seiner Frau aktives Mitglied der von Otto Ralfs gegründeten Gesellschaft der Freunde junger Kunst in Braunschweig, als deren Schatzmeister und Vorstandsmitglied er fungierte. Bei der Auflösung der Gesellschaft im Jahr 1933 erfolgte eine Schenkung des Kunstbesitzes an das spätere Herzog Anton Ulrich-Museum. Er war bis 1939 noch in der Goslarschen Straße 61 und sein Bruder am Petritor 30 gemeldet, seine Mutter wohnte in der Liebigstraße Nr. 6 (ab 1940, gemäß der Namensänderungsverordnung, als Henriette Sara Scheyer Am Gaußberg 1). Er nahm Anfang 1939 seine ihm verbliebene Kunstsammlung der Moderne mit in die Emigration nach Großbritannien, wo er in Maryport, Cumberland lebte.

## Familie
Scheyer war mit Margrit oder Margarete (geborene Silberschmidt; 1896–1983) verheiratet, einer Tochter des Braunschweiger Justizrats und Rechtsanwalts Max Silberschmidt (1854–1932), mit der er zwei Kinder hatte.
- Lore-Maria Scheyer (* 1921) ⚭ Hobson
- Bernd-Ulrich Scheyer (* 1923)